# داني رووي
داني رووي (بالإنجليزية: Daniel Rowe)‏ (9 مارس 1992 في المملكة المتحدة - ) هو لاعب كرة قدم بريطاني في مركز الوسط. لعب مع ستوكبورت كونتي وماكليسفيلد تاون ونورثويتش فيكتوريا ونادي بارو.

## وصلات خارجية
- داني رووي على موقع Soccerbase.com (لاعب) (الإنجليزية)
- داني رووي على موقع Soccerway.com (الإنجليزية)